# Standard & Poor's

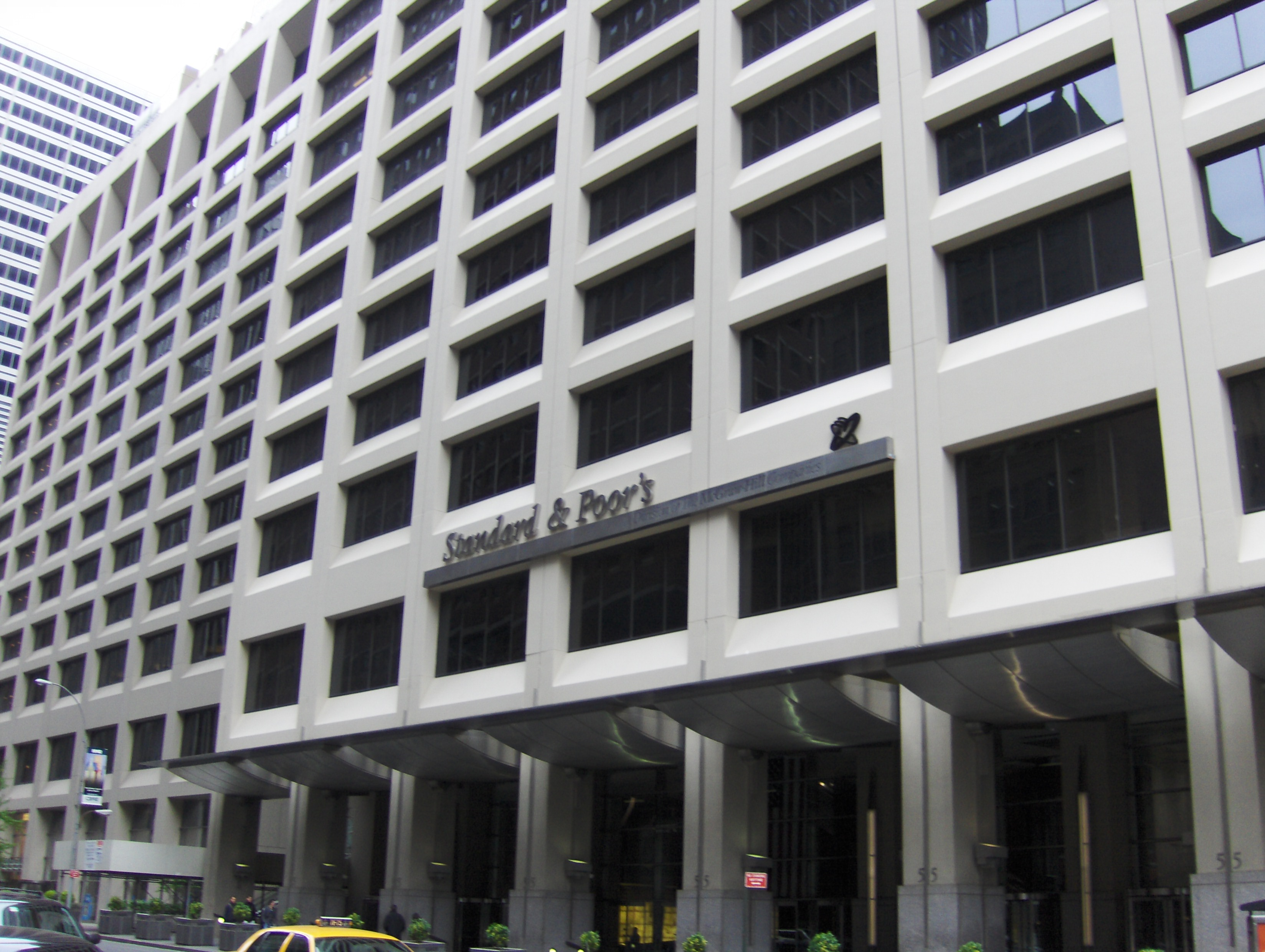
Trụ sở của Standard & Poor's tại 55 Water Street

Standard & Poor's là một công ty dịch vụ tài chính có trụ sở tại Hoa Kỳ. Đây là một công ty con của McGraw-Hill. Standard & Poor's là một trong ba cơ quan xếp hạng tín dụng lớn và uy tín nhất thế giới (hai công ty còn lại là Moody's và Fitch Ratings).

## Đánh giá tín dụng
Standard & Poor's đưa ra các đánh giá tín dụng cả dài hạn và ngắn hạn cho các tổ chức công và tư. Đánh giá về quốc gia thì hơn hẳn Fitch và Moody's , năm 2011 lần đầu tiên trong lịch sử hạ bậc tín nhiệm đối với Mỹ xuống AA+ trong khi 2 hãng còn lại giữ nguyên xếp hạng AAA.

### Đánh giá dài hạn
| AAA | AA | A | BBB | BB | B | CCC | CC/D |

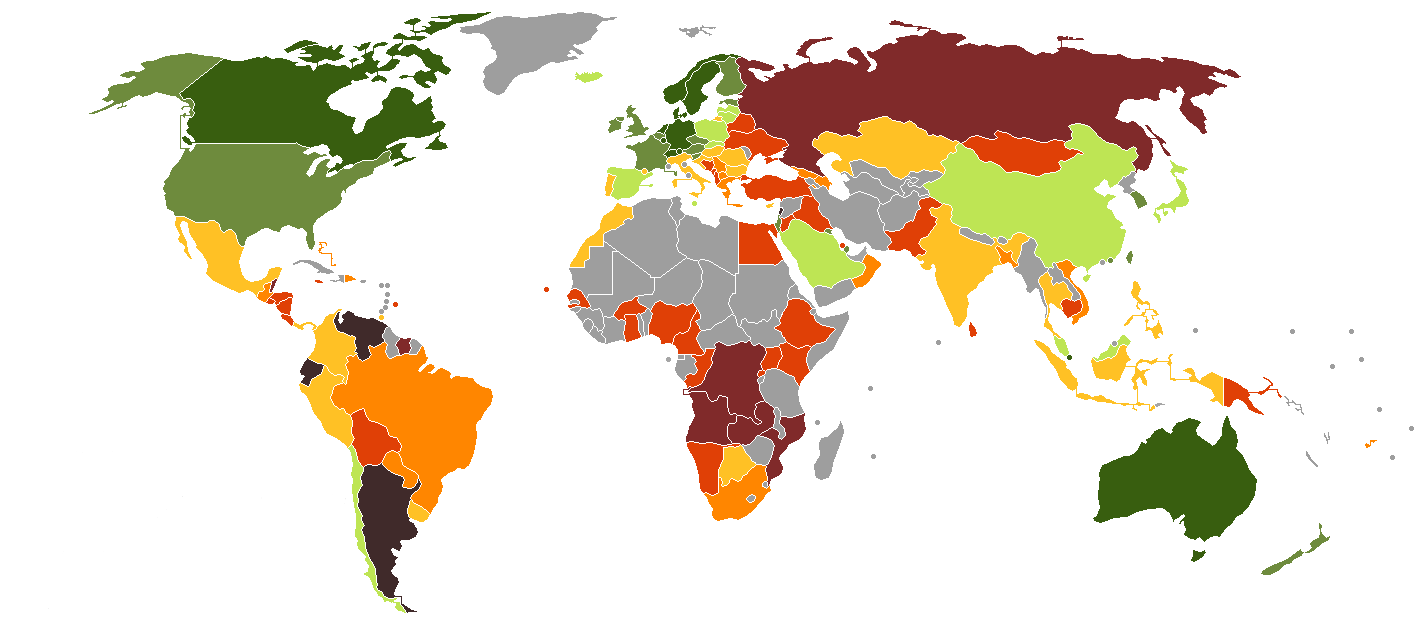
Các nước được xếp hạng theo Standard & Poor đến tháng 8 năm 2018

S&P đánh giá người vay từ từ mức AAA cho tới D. Các mức ở giữa có từ AA và CCC (ví dụ BBB+, BBB và BBB-). Với một vài người vay, S&P có thể đưa ra các hướng tư liệu người vay đó có khả năng được nâng bậc nâng bậc (tích cực), hạ bậc (tiêu cực) hoặc không chắc chắn (trung gian).
Đánh giá đầu tư
- AAA: những người vay tốt nhất, đáng tin cậy và ổn định (gồm nhiều chính phủ)
- AA:  những người vay tốt, có độ rủi ro cao hơn AAA một chút, bao gồm:
  - AA+: tương ứng với bậc Aa1 của Moody's và Fitch
  - AA:  tương ứng bậc Aa2
  - AA-: tương ứng bậc Aa3
- A:   những người vay tốt nhưng độ ổn định tài chính có thể bị ảnh hưởng bởi những hoàn cảnh kinh tế nhất định
  - A+: tương ứng bậc A1
  - A:  tương ứng bậc A2
- BBB: những người vay ở bậc tầm trung, có thể tạm hài lòng ở thời điểm hiện tại

Đánh giá phi đầu tư
- BB:  có xu hướng dẫn tới những thay đổi trong nền kinh tế
- B:   tình hình tài chính biến đổi đáng chú ý
- CCC: hiện tại dễ tổn thương và phụ thuộc vào hoàn cảnh kinh tế thuận lợi để thực hiện được cam kết
- CC:  độ tổn thương cao, trái phiếu đầu cơ
- C:   độ tổn thương cao, có khả năng bị vỡ nợ hoặc đang bị truy thu nhưng vẫn trả tiền theo giao ước
- CI:  quá hạn chưa trả
- R:   chịu sự kiểm soát theo quy định do hoàn cảnh tài chính
- SD:  đã vỡ nợ có lựa chọn đối với vài giao ước
- D:   đã vỡ nợ với các giao ước và sẽ vỡ nợ với phần lớn hoặc tất cả các giao ước
- NR:  không đánh giá

## Đánh giá ngắn hạn
- A-1: khả năng đáp ứng cam kết tài chính của người vay là tốt nhất
- A-2: nhạy cảm với các hoàn cảnh tài chính bất lợi nhưng khả năng đáp ứng các giao ước tài chính của người vay vẫn ở mức hài lòng
- A-3: những hoàn cảnh tài chính bất lợi có thể làm yếu khả năng đáp ứng cam kết tài chính của người vay
- B:   có những đặc điểm đầu cơ rõ nét. Người vay hiện vẫn có khả năng đáp ứng nghĩa vụ tài chính nhưng đối mặt với những vấn đề không chắc chắn có thể ảnh hưởng tới cam kết tài chính theo giao ước
- C:   hiện có khả năng không thanh toán và người vay phải phu thuộc vào những yếu tố kinh tế, tài chính, kinh doanh thuận lợi để đáp ứng cam kết tài chính theo giao ước
- D:   không có khả năng trả nợ (vỡ nợ với các khoản phải trả). Giao ước không được thực thi đúng thời hạn and grace period may not have expired. The rating is also used upon the filing of a bankruptcy petition.

## Liên kết
- standardandpoors.com, company's official website
- spratings.com Lưu trữ ngày 30 tháng 7 năm 2015 tại Wayback Machine, Standard & Poor's Ratings Services' website
- outlook.standardandpoors.com Lưu trữ ngày 2 tháng 4 năm 2016 tại Wayback Machine.  "The Outlook"  module on the company's official website
- Standard & Poor's NetAdvantage website Lưu trữ ngày 15 tháng 3 năm 2018 tại Wayback Machine
- History of Standard & Poor's
- Standard & Poor's About Credit Ratings Lưu trữ ngày 2 tháng 11 năm 2013 tại Wayback Machine
- Standard & Poor's Governance Scores
- Credit Raters Exert International Influence
- RSS Feed of Most Recent S&P Reports
- A Note on the Information Content of Standard & Poor's Common Stock Ranking Changes
- The Information Content of Security Analyses: Evidence from Standard & Poor's Common Stock Quality Ranking Changes